# Čretež pri Krškem
Čretež pri Krškem je naselje v Občini Krško.